# Cerberus microlepis
Cerberus microlepis är en ormart som beskrevs av Boulenger 1896. Cerberus microlepis ingår i släktet Cerberus och familjen Homalopsidae. IUCN kategoriserar arten globalt som starkt hotad. Inga underarter finns listade i Catalogue of Life.
Arten är bara känd från en sjö på ön Luzon i Filippinerna. Kanske lever den även i andra sjöar i närheten. Kring sjön växer skog som kanske besöks av ormen.